# Peter de Montaigu
Peter de Montaigue (overleden: 1232) was van 1219 tot aan zijn dood grootmeester van de Orde van de Tempeliers, hij volgde in 1219 Willem van Chartres op.
Peter de Montaigu was verantwoordelijk voor de hernieuwde banden tussen zijn orde en de Hospitaalridders. Waarschijnlijk was dit te wijten aan de nauwe banden die Peter had met hun grootmeester, Guérin de Montaigu, waarvan er gezegd wordt dat het broers zijn. In die tijd voerde Peter ook zijn Orde aan in de Vijfde Kruistocht in Egypte. Peter stierf in 1232 en werd opgevolgd door Armand de Périgord.